# Terry Kiser
Terry Kiser (ur. 1 sierpnia 1939 w Omaha) – amerykański aktor filmowy i telewizyjny.

## Życiorys
Uczęszczał na University of Kansas. Jego profesjonalnym debiutem aktorskim był staż w serialu The Doctors. W latach 1967–1969 Kiser wcielał się w nim w postać doktora Johna Rice'a. Pierwszą poważną rolę zagrał w 1972 roku w thrillerze Roberta Michaela Lewis Lapin 360. Dziś znany jest z ról w filmach Weekend u Berniego (Weekend at Bernie's, 1989), Weekend u Berniego 2 (Weekend at Bernie's II, 1993), Piątek, trzynastego VII: Nowa krew (Friday the 13th Part VII: The New Blood, 1988), Śmierć w słońcu (Into the Sun, 1992), oraz w serialach tv: Nowe przygody Supermana (Lois & Clark: The New Adventures of Superman, 1995–1996), Strażnik Teksasu (Walker, Texas Ranger, 1997) czy The Fall Guy (1981–1986).
W 2001 roku rzucił aktorstwo, lecz wrócił do niego w 2009 roku.

## Życie prywatne
W latach 1987–2004 był mężem Sylvie Marmet, z którą ma dziecko.